# Aulacoptera
Aulacoptera is een geslacht van vlinders van de familie grasmotten (Crambidae), uit de onderfamilie Pyraustinae.

## Soorten
- A. albilunalis Hampson, 1912
- A. eucentra Meyrick, 1937
- A. fuscinervalis Swinhoe, 1895
- A. philippinensis Hampson, 1912